# 口南村
口南村（こうなんそん）は、広島県比婆郡にあった村。現在の庄原市の一部にあたる。

## 地理
中国山脈の南麓に位置していた。

## 歴史
- 1889年（明治22年）4月1日、町村制の施行により、恵蘇郡永田村、金田村、常定村、湯木村が合併して村制施行し、口南村が発足[1][2]。旧村名を継承した永田、金田、常定、湯木の4大字を編成[2]。
- 1898年（明治31年）10月1日、郡の統合により比婆郡に所属[1][2]。
- 1952年（昭和27年）8月1日、双三郡君田村東入君の一部を大字常定に編入[1][2]。
- 1955年（昭和30年）4月1日、比婆郡口北村と合併し、口和村を新設して廃止された[1][2]。

### 地名の由来
近世口組（和久荘）と総称された8か村のうち南部4か村が合併したことから。

## 産業
- 農業、炭、木材[2]